# Филатов, Анатолий Алексеевич
Анатолий Алексеевич Фила́тов (род. 28 апреля 1975, Усть-Каменогорск, Казахская ССР, СССР) — казахстанский хоккеист, нападающий.

## Биография
На драфте НХЛ 1993 года выбран в 7-м раунде под общим 158-м номером клубом «Сан-Хосе Шаркс». Сыграл 16 матчей в хоккейной иге Онтарио за канадский клуб «Ниагара Фолс Тандер».
Воспитанник усть-каменогорского хоккея, тренер Владимир Копцов. В общей сложности провёл за «Торпедо» 10 сезонов. Выступал также за российские команды «Авангард», «Сибирь», «Спартак», «Торпедо» НН, «Салават Юлаев». С 2011 по 2013 год играл в высшей лиге Литвы за калининградскую команду «Деловая Русь».
Лучший хоккеист Казахстана 2004 года. Чемпион зимних Азиатских игр 1999 г.